# Конституційний суд Словацької республіки
Конституційний суд Словацької республіки (словац. Ústavny sud Slovenskej republiky; ÚS SR) — орган конституційної юрисдикції в Словаччині. Головна основа демократичного політичного устрою Словаччини.

## Історія
Заснований у березні 1993. Десять суддів були призначені Президентом на семирічний термін із числа двадцяти кандидатів, запропонованих парламентом Словаччини.
Першим головою Конституційного суду Словаччини був відомий правник Мілан Чіч (у 1993—2000 рр.).

## Особливості Конституційного суду Словаччини
Конституція Словаччини 1 вересня 1992, прийнята за кілька тижнів після проголошення державної самостійності, мала низку неясних моментів. Це визначило ключову роль Конституційного суду у політичній системі Словаччини. Його роль виросла ще більше після парламентських виборів 1994 року, коли у законодавчому органі склалося сильна більшість.